# Vélocar

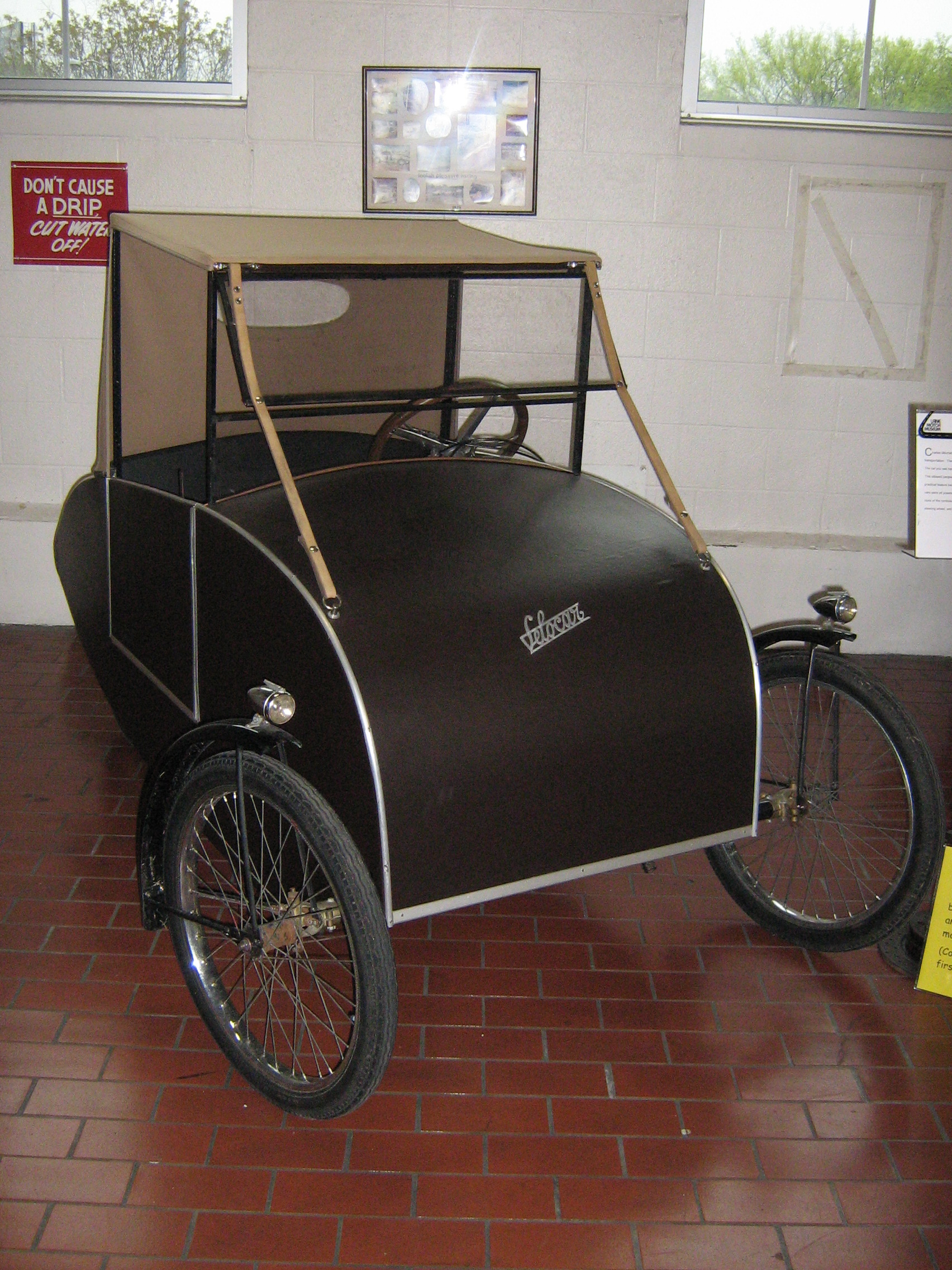
Vélocar Mochet de 1945.

Vélocar est le nom donné au véhicule à propulsion humaine fabriqué dans les années 1930 par la société Mochet et Cie, entreprise française située à Puteaux, dans la Seine. 
Charles Mochet fabrique alors des bicycles, tricycles et quadricycles principalement à deux places. Le châssis acier tubulaire roule sur des roues de vélo, et est protégé par une coque aérodynamique légère.
Le nom fut repris pour désigner le premier vélo couché, également inventé par Charles Mochet, appelé le Vélo-Vélocar ; deux roues, il bat plusieurs records en particulier sur une heure, avant d'être interdit par l'Union cycliste internationale.
Charles Mochet mourut en 1934 ; c'est sa veuve, son fils Georges comme constructeur et son neveu Alexandre Laurant comme commercial qui reprendront sa succession. Dès lors Georges ne cessa de vouloir faire progresser l'entreprise de son père en gardant à l'entreprise le nom de CHARLES MOCHET. Pendant la guerre il continua à produire des vél car à pédales, pour se tourner vers des voiturettes à moteur à la fin des années 1940 avec successivement la type H, la type K, la CM 125, la CM 125 Y.  À noter qu'il a gardé les initiales de son père CM et que toutes les voiturette ont au niveau de la fixation du volant un triangle marqué VÉLOCAR.
Quelques exemplaires de Vélocars existent encore dont un à Arès (Gironde),.

### Sources
- Mochet: Minimalisme sur roues, Hermann Bruning, Éditions Cépadues, Toulouse, 2000.
- Bicycle of the Future, The Cycles of the Rue Roque de Fillol, Bob Cordon Champ, 'The Boneshaker' (Journal of the Veteran-Cycle Club) 2004.